# Tipula tersoides
Tipula tersoides är en tvåvingeart som beskrevs av Alexander 1945. Tipula tersoides ingår i släktet Tipula och familjen storharkrankar. Inga underarter finns listade i Catalogue of Life.